# Guðrún Arnardóttir (Leichtathletin)
Guðrún Arnardóttir (* 24. September 1971) ist eine ehemalige isländische Hürdenläuferin.
Sie nahm im 400-Meter-Hürdenlauf zweimal an Olympischen Spielen teil. 1996 in Atlanta schied sie in der Halbfinalrunde aus, 2000 in Sydney belegte sie im Finale den siebten Platz. Dreimal startete sie bei Leichtathletik-Weltmeisterschaften. 1993 in Stuttgart schied sie im 100-Meter-Hürdenlauf in der Vorrunde aus, 1995 in Göteborg und 1997 in Athen erreichte sie über 400 Meter Hürden jeweils das Halbfinale. Auf diversen Sprintdistanzen gewann sie über 20 isländische Meistertitel und siegte mehrfach bei den Spielen der kleinen Staaten von Europa. Im September 2014 hielt Guðrún insgesamt zwölf Landesrekorde in der Halle sowie unter freiem Himmel. Guðrún Arnardóttir ist 1,76 m groß und hatte ein Wettkampfgewicht von 70 kg.

## Bestleistungen
- 200 m: 23,81 s, 29. Juni 1997, Odense
- 400 m: 52,83 s, 17. August 1997, London
- 100 m Hürden: 13,18 s, 19. Mai 1996, Lexington (Kentucky)
- 400 m Hürden: 54,37 s, 5. August 2000, London